# Serra del Magre (Gavet de la Conca)
La Serra del Magre és una serra del municipi de Gavet de la Conca, que feia de límit entre els antics termes d'Aransís i de Sant Serni.
És la continuació cap al nord-est del Serrat de Guamis, i, en el seu extrem nord-est, enllaça amb el Serrat del Negre.